# Factory (film)
Pour plus de détails, voir Fiche technique et Distribution.
Factory (Завод, translit. Zavod) est un film russe réalisé par Iouri Bykov, sorti en 2018.

## Synopsis
Une usine russe. Un oligarque, propriétaire de l'usine, décidé à la liquider pour manque de compétitivité. Des métallos désespérés. Parmi eux, le « Gris », un ancien des forces armées. Cocktail explosif. La garde personnelle du patron et la police vont bientôt s'en mêler...

## Fiche technique
- Titre original : Завод, Zavod
- Titre français : Factory
- Réalisation : Iouri Bykov
- Scénario : Iouri Bykov
- Direction artistique : Sergueï Rakoutov
- Photographie : Vladimir Ouchakov
- Montage : Anna Kroutiy
- Musique : Anna Droubitch
- Pays d'origine : Russie
- Format : Couleurs - 35 mm
- Genre : drame, thriller
- Durée : 109 minutes
- Dates de sortie :
  - Canada : 7 septembre 2018 (Festival international du film de Toronto 2018)
  - Russie : 7 février 2019
  - France : 4 avril 2019 (Festival international du film policier de Beaune 2019) ; 24 juillet 2019 (sortie nationale)

## Distribution
- Denis Chvedov : « Le Gris »
- Andreï Smoliakov : Kalouguine, l'oligarque
- Alexandre Boukharov : Terekhov (« Vodka »)
- Vladislav Abachine : « La Brume »
- Dmitri Koulitchkov : « La Vérole »
- Ivan Yankovski : Vovka (le jeune métallo)
- Alexandre Vorobiev : « Le Gros »
- Sergueï Sosnovski : « Le Cosaque »
- Ilia Sokolovski : le capitaine Dadakine
- Alexeï Faddeïev
- Alexeï Komachko : « Le 7 »
- Youri Tarassov (VFB : Christophe Hespel) : « Joyeux »
- Kirill Poloukhine : Andreïtch

## Accueil

### Critiques
Le site Allociné recense une moyenne des critiques presse de 2,9/5. Pour Télérama, « Ce violent thriller social impressionne : bâti comme un huis clos, il recèle en son cœur une séquence de fusillade dans la pénombre de ce décor industriel d’une maîtrise et d’une tension qui laissent pantois. Dommage que la mise en scène soit trop démonstrative ». Pour Première, « Sur le papier, Factory a tout pour plaire (...) À l’écran, après une mise en place efficace, le film, beaucoup trop long, enchaîne les tunnels de dialogues sur l’état de déliquescence du régime russe ».

## Distinctions

### Sélections
- Festival international du film de Toronto 2018 : sélection en section Contemporary World Cinema
- Festival de cinéma européen des Arcs 2018 : sélection en compétition
- Festival international du film policier de Beaune 2019 : sélection en compétition